# Mexicana Universal USA
Mexicana Universal USA es un concurso a nivel nacional en Estados Unidos, que selecciona a la representante mexicana radicada en este país rumbo al certamen nacional Mexicana Universal (antes llamado Nuestra Belleza México), aspirando así a representar al país a nivel internacional en alguna de las plataformas que se ofrecen. 
La organización Mexicana Universal USA ha logrado los siguientes resultados desde 2021:
- 5.ª Finalista: 1 (2022)
- Top 15/16: 1 (2021)

## Reinas Titulares
A continuación se presentan los nombres de las ganadoras anuales de Mexicana Universal USA, enumeradas en orden ascendente, así como los resultados obtenidos durante el certamen nacional de Mexicana Universal. Así mismo se destacan en algún color las reinas estatales que representaron al país en alguna franquicia actual o que tuvo la organización nacional a través de los años.
| Franquicias actuales: - Compitió en Miss International. - Compitió en Miss Grand International. - Compitió en Miss Charm. - Compitió en Reina Hispanoamericana. - Compitió en Miss Orb International. - Compitió en Nuestra Latinoamericana Universal. | Antiguas franquicias: - Compitió en Miss Universe. - Compitió en Miss World. - Compitió en Miss Continente Americano. - Compitió en Miss Costa Maya International. - Compitió en Miss Atlántico Internacional. - Compitió en Miss Verano Viña del Mar. - Compitió en Reina de la Atlantida. - Compitió en Reina Internacional del Café. - Compitió en Reina Internacional de las Flores. - Compitió en Señorita Continente Americano. - Compitió en Nuestra Belleza Internacional. |

| Año  | Reina Titular                                                                           | Originaria                                                                              | Clasificación                                                                           | Premio Especial                                                                         | Notas |
| 2025 |                                                                                         |                                                                                         |                                                                                         |                                                                                         | |
| 2024 | Debido a cambios en las fechas del certamen nacional, no hubo elección estatal este año | Debido a cambios en las fechas del certamen nacional, no hubo elección estatal este año | Debido a cambios en las fechas del certamen nacional, no hubo elección estatal este año | Debido a cambios en las fechas del certamen nacional, no hubo elección estatal este año | Debido a cambios en las fechas del certamen nacional, no hubo elección estatal este año                                                                                     |
| 2023 | Bibyana Lizeth Morales Márquez (Renunció)                                               | Texas                                                                                   | No Compitió                                                                             | -                                                                                       | - Mexicana Universal San Antonio 2023 - Miss Teen Universe 2021 - Miss Teen Universe USA 2021                                                                               |
| 2023 | Sayra Alondra García Ramos (Renunció)                                                   | California                                                                              | No Compitió                                                                             | -                                                                                       | - 1.ª Finalista en Mexicana Universal USA 2023 - Mexicana Universal Sacramento 2023                                                                                         |
| 2023 | Layla Herrera Saucedo (Asumió)                                                          | Colorado                                                                                | Por Competir                                                                            |                                                                                         | - Compitió en Mexicana Universal USA 2021 - Mexicana Universal Colorado 2021                                                                                                |
| 2022 | Melody Deyanira Murguía Reyes                                                           | Arizona                                                                                 | 5.ª Finalista                                                                           | -                                                                                       | - Top 10 en Miss Cosmo 2024 - Miss México Cosmo 2024 - Miss México USA 2024                                                                                                 |
| 2021 | Pamela Lee Urbina                                                                       | Nueva York                                                                              | Top 16                                                                                  | -                                                                                       | - World's Top Model 2019 - World's Top Model México 2019 - 4.ª Finalista en Miss Global 2018 - Miss Global USA 2018 - Miss Texas Global 2018 - Miss San Antonio Global 2018 |

## Concursantes designadas a certámenes internacionales
Mexicana Universal USA y su certamen hermano Nuestra Latinoamericana Universal USA, abrieron la posibilidad de participar en certámenes internacionales representando a la comunidad hispana en Estados Unidos.

### Reina Hispanoamericana
| Año  | Reina Titular         | Originaria | Clasificación | Premio Especial | Notas |
| 2025 | Ana Paula Morales     | Texas      | -             | -               | - Reina Hispanoamericana USA 2024 - Top 10 en Mexicana Universal USA 2023 - Mexicana Universal Miami 2023                                      |
| 2023 | Estephania de la Cruz | Nueva York | -             | -               | - Reina Hispanoamericana USA 2023 - Compitió en Nuestra Latinoamericana Universal USA 2022 - Nuestra Latinoamericana Universal Nueva York 2021 |
| 2022 | Silvia Marie Colón    | Florida    | -             | -               | - Reina Hispanoamericana USA 2022 - Nuestra Latinoamericana Universal USA 2022 - Nuestra Latinoamericana Universal Florida 2021                |

### Miss ORB International
| Año  | Reina Titular    | Originaria | Clasificación | Premio Especial | Notas |
| 2024 | Azalia Arredondo | Texas      | Top 10        | -               | - Top 10 en Miss Universe Latina 2025 - Miss ORB Latina USA 2024 - Top 10 en Mexicana Universal USA 2023 - Mexicana universal Houston 2023 |